# Корсаков, Власий
Власий Корсаков — монастырский слуга. Во время осады Троице-Сергиевской лавры в 1603 году отыскал, по поручению Голохвастова и князя Долгорукова, сделанный поляками подкоп под лавру.
Ему, как «искусному в горном ремесле», поручено было углубить ров вокруг лавры. Во время этих работ поляки два раза нападали на работавших и во время второго нападения убили 190 человек и взяли многих в плен.